# キリスト教福音宣教会

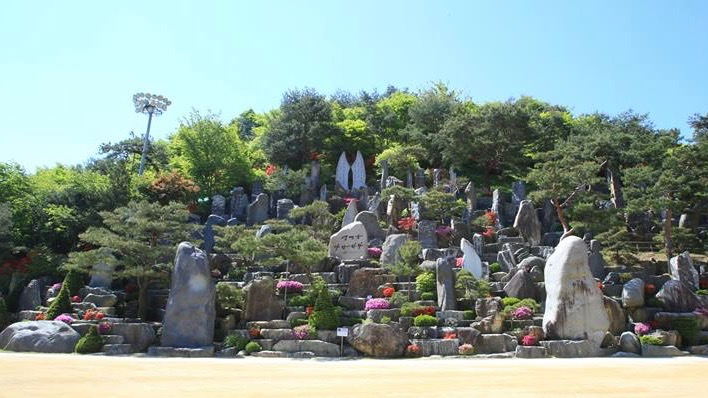
韓国の忠清南道にある自然聖殿「月明洞」の一風景

キリスト教福音宣教会（キリストきょうふくいんせんきょうかい、Christian Gospel Mission）は、キリスト教プロテスタントを模倣したカルト宗教。「CGM」「JMS」「摂理」などとも呼ばれる。創設者は鄭明析。教団の本部は大韓民国忠清南道錦山郡珍山面石幕里（月明洞）にある。世界77カ国に数万人の信徒がおり、日本では30教会を有する。日本では青山学院大学などのホームページにて注意喚起されている団体。

## 起源
1982年3月に鄭明析が韓国で設立した「韓国大学宣教会」を起源とする。その後、1999年10月に「キリスト教福音宣教会」を設立し現在に至る。日本への伝来は1985年。

## 教義

### 基本理念
イエス・キリストの福音を伝えることに対する至上命令を基本に、21世紀最大のトピックである平和をこの地に実現しようという全世界と全世代への「愛すれば平和が来る」という精神を伝え、実践することを設立理念としている。
「宗教は理論ではなく生活」であり、神を愛することで神の性格に似ようとし、御言葉を聞いて実践することを重視し、実際の生活の中で、聖書に記録された神とキリストの教えと愛を実践することによって、生活に息づかせ、真に平和な世界の実現を目指している。
キリスト教福音宣教会では御言葉を重要視しており、特に主日、水曜日に伝えられる御言葉を重要視している。

### Bible Study（30個論）
創設者の鄭明析が修道生活の中で体系化した一連の講義。信徒は入信する前に全ての講義を聞く必要があり、入信後も1つの講義を7回以上聞くように指導される。

#### 初級
- 聖書を見る観
- ペテロと魚
- 日よ、とどまれ
- エリヤとカラスのパン
- 7段階の法則
- 人間（三分説）
- 比喩
- 火の概念
- 終末
- 洪水の裁き
- 無知の中の相克世界

#### 中級
- 異端
- 予定
- 中心人物
- 復活
- 三位一体
- 御子
- 啓示
- 霊界
- 天使とサタン
- カインの性格
- 罪と悔い改め

#### 上級
- 再臨
- 引き上げ
- 創造目的
- 堕落
- イエスとエリヤの再臨実相比較
- バプテスマのヨハネとイエスの関係使命
- 二本のオリブの木と二人の証人
- ひと時ふた時半時
- 歴史

### 賛美歌
鄭明析が作詞作曲した「セノレ」「明曲」と呼ばれるオリジナルの賛美歌が主に歌われる。「セノレ」とは韓国語で「新しい歌」という意味であり、ヨハネの黙示録14章3節に由来する。その他、牧師や一般会員による創作活動も盛んに行われている。

### 自然聖殿
教団の本部として、自然聖殿「月明洞修練院」を所有している。所在地は大韓民国忠清南道錦山郡珍山面石幕里。鄭明析が信徒と共に、自らの故郷を開発して造られた。数万人を収容できるほど巨大であり、野心作（やしんさく）と呼ばれる岩の造形や月明湖、316記念館や芝生広場などが特徴的。御言葉や賛美歌によく登場し、月明洞を開発したように、自分自身を神様の構想通りに開発するよう教えられる。

## 教会
2025年4月18日現在、日本各地に30の教会を有する。

### 東日本
- 聖恩教会（北海道札幌市）
- 主信仰教会（宮城県仙台市）
- 山形教会（山形県山形市）
- つくば始音教会（茨城県つくば市）
- 主の峰教会（栃木県宇都宮市）
- 主の岩教会（埼玉県さいたま市）
- 千葉愛の教会（千葉県千葉市）
- New Harmony Church（東京都新宿区）
- 主真愛教会（東京都文京区）
- 希望光教会（東京都墨田区）
- Heaven’s Holy Church（東京都品川区）
- Sail of the Lord Church（東京都足立区）
- 東京主信仰教会（東京都江戸川区）
- 天運教会（東京都八王子市）
- 横浜主真理教会（神奈川県横浜市）
- 静岡教会（静岡県静岡市）

### 西日本
- 主の栄光教会（愛知県名古屋市）
- 主星雲教会（石川県金沢市）
- 京都愛火教会（京都府京都市）
- 主聖霊教会（大阪府大阪市）
- 大阪主愛教会（大阪府守口市）
- 徳島教会（徳島県徳島市）
- 神戸主心教会（兵庫県神戸市）
- Lord Peace Church（広島県広島市）
- Lord’s Fire Church（熊本県熊本市）
- 主恵城教会（愛媛県松山市）
- 埠頭教会（福岡県博多市）
- 主多雲教会（長崎県長崎市）
- Harmony Church（鹿児島県鹿児島市）
- 沖縄聖陽教会（沖縄県那覇市）

## 礼拝

### 主日礼拝
毎週日曜日の午前10時から開催。鄭明析が執筆した御言葉原稿をもとに説教が行われる。信徒は御言葉を深く聞き、1週間の生活の中で御言葉を実践するよう指導される。

### 水曜礼拝
毎週水曜日の午後8時から開催。主に鄭明析が執筆した御言葉原稿をもとに説教を行うが、原稿が無い場合は主日礼拝の御言葉を振り返る時間を持つこともある。信徒は週の半ばで自らの行いを見直し、神様のもとに立ち返るよう指導される。

### 早天礼拝
月曜日から土曜日の午前5時から開催。主に鄭明析が執筆した箴言形式の御言葉をもとに説教を行う。

### 金曜プログラム
毎週金曜日の午後8時から開催。鄭明析が執筆した御言葉原稿をもとに説教を行う場合もあるが、原稿が無い場合は賛美大会や交流企画など、各教会により様々な企画が行われる。

## 宣教方法
設立当初は、大学の偽装サークルなどといった非宗教的な団体を通じて、宗教的な性質や教義、本当の目的を明らかにせずに行われていた。東京大学、東京外国語大学、早稲田大学、広島大学などで大学生の信者を獲得したものの、「宗教団体であることを隠した悪質な信者勧誘や、脱会希望者への執拗な引き留め行為」が他宗教団体同様、問題視されていた。
そうした批判も受け、教会や宗派を明らかにした宣教活動が行われるようになり、現在は教義を伝える際、キリスト教福音宣教会の教えであることを明示して伝えることがルール化されている。

## 献金
脱会者によると、2006年当時、第一週の献金が韓国人女性幹部に送金され、残りが教会運営費に充てられていたという。1997年には1人10万円の献金が求められ、献金が多額であれば信仰心の厚い信者と認められるため、多額の寄付をする者もおり、教祖の住宅購入費用に数千万円を提供した信者もいたという。

## 会員への指導
まずは自分自身が成長すること、そして将来に良い結婚、良い家庭を作ることが教義にある。聖書に基づく婚姻、結婚に関する教育を結婚適齢期の会員にはしており、それ以前の男女交際、婚前交渉は禁止されている。飲酒喫煙も禁止。
2006年の証言によると、配偶者を選ぶための祝福行事は、27歳以上、信仰歴3年以上、3人以上伝道したことを参加条件とした2泊3日ほどの合宿形式で行われ、参加者内で自由に会話して相手を選んで良いが、鄭の承認が必要だったという。2006年春までに6回行われた「祝福式」には150組以上が参加したとされる。

## 批判
教団は名称変更を頻繁に行っている。1980年の設立時は愛天教会、韓国では教祖のイニシャルと同じJMS（Jesus Morning Star）とよばれるが、「JMS」という名称は当宣教会の正式名称ではない。日本での通称は「摂理」で、教団は「すべてが神の配慮によって導かれている」という意味のキリスト教用語であると説明している。日本の信者が自らを「摂理人（せつりびと）」と呼ぶことから、日本のメディアでも「摂理」と呼ばれている。
この団体はカルトとして批判されており、韓国では近年社会問題となっている。1999年に教団が元信者の女性を拉致・監禁したことが明らかになり、同年脱会者団体「エクソダス」が設立された。日本でも、少なくとも十数人の女性信者の被害も確認されている。女性参加者は鄭明析との面談を受けるが、鄭はその際に婦人病を予防する「健康チェック」などと称して、わいせつ行為や性的暴行を繰り返していた。
日本では世界平和統一家庭連合統一教会・原理研究会(CARP)、オウム真理教と同じく、正体を隠した勧誘が行われており、教会には幼い子供から高齢者まで老若男女が通っているという。「50の大学に信者」をもち「サークルを装い勧誘」していると報道され、大学では被害者をこれ以上増やさないよう対策が取られている。
宗教社会学者の櫻井義秀は、「摂理の宣教活動や教義はかなりの程度統一教会の影響を受けたもの」であり、真似をされたからと言って統一教会にキリスト教福音宣教会の監督責任があるわけではなく、同教団が起こした諸問題に統一教会が関わっているわけではないが、韓国では両者を比較して特徴を論じる研究書が少なくないと指摘している。

## 被害
教祖・鄭明析による女性信者への性的暴行があったことが次々判明し、鄭は1999年に海外逃亡し、2007年に拘束され、2009年に女性信者への強姦及び準強姦罪で懲役10年の実刑判決を受けた。
1999年3月の韓国テレビ局のドキュメンタリー番組の報道で、鄭明析による女性信者へのわいせつ行為・性的暴行が一気に社会問題になり、教祖は2009年に実刑判決を受けた。（詳細→鄭明析#裁判と判決）ライターの野方いぐさは、性的暴行の被害者だけでなく、元信者たちも、教団の影響から抜け出せなかったり、教団の勧誘をしていたことの罪悪感に苦しむなど、その心の傷は大きいだろうと推測する。
韓国の毎日放送（MBN）は、鄭明析の一連の性的暴行事件に関する過去の報道内容に対して一部の内容を訂正するプレスリリースを出しており、YTNは過去の報道の内容の一部を修正している。

## 統一教会と摂理
鄭が修道生活の中で聖書を通読し体系化した「30個論」というものがある。その教えは世界基督教統一神霊協会に類似しているという指摘がある。宗教研究者卓明煥によれば、「30個論」のうち、26・27・28・29・30ら「高級編」を含む9講論には、統一教会の教典「原理講論（원리강론）」と「相当程度」の共通点がみられるという。
その点について教団は、鄭が一時期統一教会を訪れたことは事実であるが、訪れる前に既に教団の教義を体系化しており、統一教会の教義に由来するとの風説は非論理的と否定している。

## 年表
- 1978年6月 - 鄭明析がソウルに上京し、宣教を始める[1]。
- 1980年 - 愛天教会を設立[17][20][注 3]。
- 1981年3月 -「MS宣教教」設立[25]。
- 1982年 - キリスト教福音宣教会の前身となる大学生宣教会創立[1][24]。
- 1983年 - 鄭明析、キリスト教メソジスト派の神学校を卒業。牧師按手礼を受ける[26]。
- 1985年 - 日本支部設立[27][注 4]。
- 1988年 - 台湾支部設立[27]。
- 1989年 - 月明洞自然聖殿の開発を開始。
- 1999年 
  - 1月 - 海外宣教を始める。(ヨーロッパ、アメリカ、アジア)
  - 3月20日 - 韓国SBSテレビの特集番組「救いの門なのか、堕落の罠か JMS」（視聴率34.3%）により、元信者女性の拉致・監禁、鄭の女性信者に対する性的暴行が明らかになる[16]。報道後、テレビ局に100人以上の女性から被害報告が寄せられ、鄭は国外逃亡した[16]。同年7月24日にSBSが続編「JMS その後」を放送すると、社会問題として認知されるようになり、脱会者団体「エクソダス」が組織された[16]。
  - 8月 - 地球村文化芸術平和協会（国際文化芸術平和協会・Global Association of Culture and Peace：GACP）設立。GACP第1回国際平和サッカー大会を開催（フランス・パリ）。
  - キリスト教福音宣教会設立[27]。

- 2001年 
  - 鄭明析が強姦や詐欺などの容疑でソウル中央地検にICPO（国際刑事警察機構）を通じて国際指名手配される[17]。
  - 2月 - CGM奉仕団を設立
  - 4月 - 第1回アジア平和杯サッカー 台北大会2001を開催。
- 2004年8月 - GACP第8回カンファレンス長野 開催。
- 2006年 - 朝日新聞が7月28日から「摂理」を批判告発する報道を開始[13]。日韓の元女性信者が東京で記者会見し、被害実態を証言。「被害者は大勢いる」として世論喚起[28]。

- 2007年 
  - 5月 - 中国公安当局が遼寧省鞍山市郊外の鄭明析の隠れ家を強制捜索し、翌月鄭を拘束[17]。
  - 8月 - 2007国際平和スポーツ芸術 祝典（韓国）
- 2008年 - 中国国務院は鄭の身柄引き渡しを決定し、2月に韓国のソウルに送還されソウル拘置所に収容された[17]。
- 2009年 - 鄭明析に女性信者に対する強姦及び準強姦罪で懲役10年の実刑判決が下り、韓国最高裁が鄭の上告を棄却したため刑が確定した[17]。
- 2014年 - CGMアジアカップサッカー大会 （韓国）
- 2015年 - CGMクリスマスコンサート
- 2016年 
  - 5月 - Spring Event 2016 ～春の賛美コンサート～ in東京
  - 10月 - アジア平和カップ体育大会 （韓国）
  - 10月 - Autumn Event 2016 〜秋の賛美コンサート～ in東京
- 2017年
  - 8月 - CGMボランティア発足（日本）
  - 12月 - 日台韓・合同コンサート ～Peaceful World～ in東京
- 2018年2月18日 - 大田（テジョン）刑務所を満期出所。
- 2019年
  - 韓国オンライン誌「時事ジャーナル」に「［単独］宗教団体JMS、大宇造船海洋建設無資本の買収?」が掲載されたが、後に「事実無根」であったとの訂正報道がなされた[29][注 5]。
  - 8月 - CGM国際ボランティア開始（モンゴル）